# Cristodesisa
Cristodesisa är ett släkte av skalbaggar. Cristodesisa ingår i familjen långhorningar.
Kladogram enligt Catalogue of Life:
| Cristodesisa | \| \| Cristodesisa perakensis \| \| \| \| \| \| Cristodesisa vicina \| \| \| \| |
|              | \| \| Cristodesisa perakensis \| \| \| \| \| \| Cristodesisa vicina \| \| \| \| |
|              | Cristodesisa perakensis                                                         |
|              |                                                                                 |
|              | Cristodesisa vicina                                                             |
|              |                                                                                 |